# Lista di asteroidi (126001-127000)
Di seguito una lista di asteroidi dal numero 126001 al 127000 con data di scoperta e scopritore.

## 126001-126100
| Nome     | Designazione provvisoria | Data di scoperta | Scopritore |
| -------- | ------------------------ | ---------------- | ---------- |
| 126001 - | 2001 YE46                | 18 dicembre 2001 | LINEAR     |
| 126002 - | 2001 YL46                | 18 dicembre 2001 | LINEAR     |
| 126003 - | 2001 YY46                | 18 dicembre 2001 | LINEAR     |
| 126004 - | 2001 YB48                | 18 dicembre 2001 | LINEAR     |
| 126005 - | 2001 YT49                | 18 dicembre 2001 | LINEAR     |
| 126006 - | 2001 YS50                | 18 dicembre 2001 | LINEAR     |
| 126007 - | 2001 YM51                | 18 dicembre 2001 | LINEAR     |
| 126008 - | 2001 YN51                | 18 dicembre 2001 | LINEAR     |
| 126009 - | 2001 YQ51                | 18 dicembre 2001 | LINEAR     |
| 126010 - | 2001 YC52                | 18 dicembre 2001 | LINEAR     |
| 126011 - | 2001 YE52                | 18 dicembre 2001 | LINEAR     |
| 126012 - | 2001 YT53                | 18 dicembre 2001 | LINEAR     |
| 126013 - | 2001 YV55                | 18 dicembre 2001 | LINEAR     |
| 126014 - | 2001 YV57                | 18 dicembre 2001 | LINEAR     |
| 126015 - | 2001 YZ58                | 18 dicembre 2001 | LINEAR     |
| 126016 - | 2001 YD59                | 18 dicembre 2001 | LINEAR     |
| 126017 - | 2001 YY59                | 18 dicembre 2001 | LINEAR     |
| 126018 - | 2001 YE60                | 18 dicembre 2001 | LINEAR     |
| 126019 - | 2001 YA61                | 18 dicembre 2001 | LINEAR     |
| 126020 - | 2001 YD61                | 18 dicembre 2001 | LINEAR     |
| 126021 - | 2001 YG61                | 18 dicembre 2001 | LINEAR     |
| 126022 - | 2001 YU61                | 18 dicembre 2001 | LINEAR     |
| 126023 - | 2001 YX61                | 18 dicembre 2001 | LINEAR     |
| 126024 - | 2001 YY62                | 18 dicembre 2001 | LINEAR     |
| 126025 - | 2001 YG63                | 18 dicembre 2001 | LINEAR     |
| 126026 - | 2001 YP63                | 18 dicembre 2001 | LINEAR     |
| 126027 - | 2001 YW63                | 18 dicembre 2001 | LINEAR     |
| 126028 - | 2001 YC64                | 18 dicembre 2001 | LINEAR     |
| 126029 - | 2001 YQ64                | 18 dicembre 2001 | LINEAR     |
| 126030 - | 2001 YM65                | 18 dicembre 2001 | LINEAR     |
| 126031 - | 2001 YH66                | 18 dicembre 2001 | LINEAR     |
| 126032 - | 2001 YP66                | 18 dicembre 2001 | LINEAR     |
| 126033 - | 2001 YG67                | 18 dicembre 2001 | LINEAR     |
| 126034 - | 2001 YL67                | 18 dicembre 2001 | LINEAR     |
| 126035 - | 2001 YY67                | 18 dicembre 2001 | LINEAR     |
| 126036 - | 2001 YX68                | 18 dicembre 2001 | LINEAR     |
| 126037 - | 2001 YA69                | 18 dicembre 2001 | LINEAR     |
| 126038 - | 2001 YK69                | 18 dicembre 2001 | LINEAR     |
| 126039 - | 2001 YS69                | 18 dicembre 2001 | LINEAR     |
| 126040 - | 2001 YW69                | 18 dicembre 2001 | LINEAR     |
| 126041 - | 2001 YQ70                | 18 dicembre 2001 | LINEAR     |
| 126042 - | 2001 YB71                | 18 dicembre 2001 | LINEAR     |
| 126043 - | 2001 YE71                | 18 dicembre 2001 | LINEAR     |
| 126044 - | 2001 YU71                | 18 dicembre 2001 | LINEAR     |
| 126045 - | 2001 YD72                | 18 dicembre 2001 | LINEAR     |
| 126046 - | 2001 YH72                | 18 dicembre 2001 | LINEAR     |
| 126047 - | 2001 YW72                | 18 dicembre 2001 | LINEAR     |
| 126048 - | 2001 YZ72                | 18 dicembre 2001 | LINEAR     |
| 126049 - | 2001 YO74                | 18 dicembre 2001 | LINEAR     |
| 126050 - | 2001 YW74                | 18 dicembre 2001 | LINEAR     |
| 126051 - | 2001 YL75                | 18 dicembre 2001 | LINEAR     |
| 126052 - | 2001 YS75                | 18 dicembre 2001 | LINEAR     |
| 126053 - | 2001 YY76                | 18 dicembre 2001 | LINEAR     |
| 126054 - | 2001 YJ77                | 18 dicembre 2001 | LINEAR     |
| 126055 - | 2001 YD78                | 18 dicembre 2001 | LINEAR     |
| 126056 - | 2001 YK79                | 18 dicembre 2001 | LINEAR     |
| 126057 - | 2001 YR79                | 18 dicembre 2001 | LINEAR     |
| 126058 - | 2001 YX79                | 18 dicembre 2001 | LINEAR     |
| 126059 - | 2001 YG80                | 18 dicembre 2001 | LINEAR     |
| 126060 - | 2001 YL80                | 18 dicembre 2001 | LINEAR     |
| 126061 - | 2001 YX80                | 18 dicembre 2001 | LINEAR     |
| 126062 - | 2001 YE81                | 18 dicembre 2001 | LINEAR     |
| 126063 - | 2001 YH81                | 18 dicembre 2001 | LINEAR     |
| 126064 - | 2001 YJ81                | 18 dicembre 2001 | LINEAR     |
| 126065 - | 2001 YL81                | 18 dicembre 2001 | LINEAR     |
| 126066 - | 2001 YU81                | 18 dicembre 2001 | LINEAR     |
| 126067 - | 2001 YC82                | 18 dicembre 2001 | LINEAR     |
| 126068 - | 2001 YG82                | 18 dicembre 2001 | LINEAR     |
| 126069 - | 2001 YK82                | 18 dicembre 2001 | LINEAR     |
| 126070 - | 2001 YW82                | 18 dicembre 2001 | LINEAR     |
| 126071 - | 2001 YL84                | 18 dicembre 2001 | LINEAR     |
| 126072 - | 2001 YQ84                | 18 dicembre 2001 | LINEAR     |
| 126073 - | 2001 YZ84                | 18 dicembre 2001 | LINEAR     |
| 126074 - | 2001 YE85                | 18 dicembre 2001 | LINEAR     |
| 126075 - | 2001 YC86                | 18 dicembre 2001 | LINEAR     |
| 126076 - | 2001 YV86                | 18 dicembre 2001 | LINEAR     |
| 126077 - | 2001 YX86                | 18 dicembre 2001 | LINEAR     |
| 126078 - | 2001 YL87                | 18 dicembre 2001 | LINEAR     |
| 126079 - | 2001 YZ87                | 18 dicembre 2001 | LINEAR     |
| 126080 - | 2001 YS88                | 18 dicembre 2001 | LINEAR     |
| 126081 - | 2001 YE90                | 18 dicembre 2001 | LINEAR     |
| 126082 - | 2001 YH90                | 18 dicembre 2001 | LINEAR     |
| 126083 - | 2001 YX90                | 17 dicembre 2001 | NEAT       |
| 126084 - | 2001 YB91                | 17 dicembre 2001 | NEAT       |
| 126085 - | 2001 YN93                | 18 dicembre 2001 | Spacewatch |
| 126086 - | 2001 YW94                | 17 dicembre 2001 | NEAT       |
| 126087 - | 2001 YA95                | 17 dicembre 2001 | NEAT       |
| 126088 - | 2001 YT95                | 18 dicembre 2001 | NEAT       |
| 126089 - | 2001 YA96                | 18 dicembre 2001 | NEAT       |
| 126090 - | 2001 YC97                | 17 dicembre 2001 | LINEAR     |
| 126091 - | 2001 YD101               | 17 dicembre 2001 | LINEAR     |
| 126092 - | 2001 YR101               | 17 dicembre 2001 | LINEAR     |
| 126093 - | 2001 YU101               | 17 dicembre 2001 | LINEAR     |
| 126094 - | 2001 YG102               | 17 dicembre 2001 | LINEAR     |
| 126095 - | 2001 YM102               | 17 dicembre 2001 | LINEAR     |
| 126096 - | 2001 YW103               | 17 dicembre 2001 | LINEAR     |
| 126097 - | 2001 YC104               | 17 dicembre 2001 | LINEAR     |
| 126098 - | 2001 YE104               | 17 dicembre 2001 | LINEAR     |
| 126099 - | 2001 YF104               | 17 dicembre 2001 | LINEAR     |
| 126100 - | 2001 YQ105               | 17 dicembre 2001 | LINEAR     |

## 126101-126200
| Nome                   | Designazione provvisoria | Data di scoperta | Scopritore                  |
| ---------------------- | ------------------------ | ---------------- | --------------------------- |
| 126101 -               | 2001 YO106               | 17 dicembre 2001 | LINEAR                      |
| 126102 -               | 2001 YJ107               | 17 dicembre 2001 | LINEAR                      |
| 126103 -               | 2001 YT107               | 17 dicembre 2001 | LINEAR                      |
| 126104 -               | 2001 YB108               | 17 dicembre 2001 | LINEAR                      |
| 126105 -               | 2001 YK108               | 17 dicembre 2001 | LINEAR                      |
| 126106 -               | 2001 YC109               | 18 dicembre 2001 | LINEAR                      |
| 126107 -               | 2001 YZ109               | 18 dicembre 2001 | LINEAR                      |
| 126108 -               | 2001 YA110               | 18 dicembre 2001 | LINEAR                      |
| 126109 -               | 2001 YB110               | 18 dicembre 2001 | LINEAR                      |
| 126110 -               | 2001 YZ110               | 18 dicembre 2001 | LONEOS                      |
| 126111 -               | 2001 YA111               | 18 dicembre 2001 | LONEOS                      |
| 126112 -               | 2001 YL111               | 18 dicembre 2001 | LONEOS                      |
| 126113 -               | 2001 YP111               | 18 dicembre 2001 | LONEOS                      |
| 126114 -               | 2001 YF112               | 19 dicembre 2001 | LINEAR                      |
| 126115 -               | 2001 YM112               | 19 dicembre 2001 | LINEAR                      |
| 126116 -               | 2001 YT113               | 17 dicembre 2001 | NEAT                        |
| 126117 -               | 2001 YW113               | 19 dicembre 2001 | LINEAR                      |
| 126118 -               | 2001 YY113               | 17 dicembre 2001 | NEAT                        |
| 126119 -               | 2001 YZ113               | 19 dicembre 2001 | LINEAR                      |
| 126120 -               | 2001 YA115               | 17 dicembre 2001 | LINEAR                      |
| 126121 -               | 2001 YB115               | 17 dicembre 2001 | LINEAR                      |
| 126122 -               | 2001 YP115               | 17 dicembre 2001 | LINEAR                      |
| 126123 -               | 2001 YR115               | 17 dicembre 2001 | LINEAR                      |
| 126124 -               | 2001 YO116               | 18 dicembre 2001 | LINEAR                      |
| 126125 -               | 2001 YF118               | 18 dicembre 2001 | LINEAR                      |
| 126126 -               | 2001 YK119               | 19 dicembre 2001 | LINEAR                      |
| 126127 -               | 2001 YZ119               | 19 dicembre 2001 | LINEAR                      |
| 126128 -               | 2001 YK120               | 20 dicembre 2001 | LINEAR                      |
| 126129 -               | 2001 YN120               | 20 dicembre 2001 | LINEAR                      |
| 126130 -               | 2001 YY120               | 20 dicembre 2001 | Spacewatch                  |
| 126131 -               | 2001 YJ122               | 17 dicembre 2001 | LINEAR                      |
| 126132 -               | 2001 YP122               | 17 dicembre 2001 | LINEAR                      |
| 126133 -               | 2001 YD123               | 17 dicembre 2001 | LINEAR                      |
| 126134 -               | 2001 YD124               | 17 dicembre 2001 | LINEAR                      |
| 126135 -               | 2001 YR124               | 17 dicembre 2001 | LINEAR                      |
| 126136 -               | 2001 YC126               | 17 dicembre 2001 | LINEAR                      |
| 126137 -               | 2001 YJ126               | 17 dicembre 2001 | LINEAR                      |
| 126138 -               | 2001 YK126               | 17 dicembre 2001 | LINEAR                      |
| 126139 -               | 2001 YD128               | 17 dicembre 2001 | LINEAR                      |
| 126140 -               | 2001 YG128               | 17 dicembre 2001 | LINEAR                      |
| 126141 -               | 2001 YP128               | 17 dicembre 2001 | LINEAR                      |
| 126142 -               | 2001 YK129               | 17 dicembre 2001 | LINEAR                      |
| 126143 -               | 2001 YZ129               | 17 dicembre 2001 | LINEAR                      |
| 126144 -               | 2001 YB130               | 17 dicembre 2001 | LINEAR                      |
| 126145 -               | 2001 YH132               | 19 dicembre 2001 | LINEAR                      |
| 126146 -               | 2001 YU132               | 20 dicembre 2001 | LINEAR                      |
| 126147 -               | 2001 YD134               | 17 dicembre 2001 | LINEAR                      |
| 126148 -               | 2001 YV134               | 18 dicembre 2001 | LINEAR                      |
| 126149 -               | 2001 YN135               | 20 dicembre 2001 | LINEAR                      |
| 126150 -               | 2001 YZ136               | 22 dicembre 2001 | LINEAR                      |
| 126151 -               | 2001 YZ137               | 22 dicembre 2001 | LINEAR                      |
| 126152 -               | 2001 YO138               | 18 dicembre 2001 | Spacewatch                  |
| 126153 -               | 2001 YN139               | 24 dicembre 2001 | NEAT                        |
| 126154 -               | 2001 YH140               | 18 dicembre 2001 | C. A. Trujillo, M. E. Brown |
| 126155 -               | 2001 YJ140               | 20 dicembre 2001 | C. A. Trujillo, M. E. Brown |
| 126156 -               | 2001 YE149               | 19 dicembre 2001 | NEAT                        |
| 126157 -               | 2001 YG150               | 19 dicembre 2001 | LINEAR                      |
| 126158 -               | 2001 YN152               | 19 dicembre 2001 | NEAT                        |
| 126159 -               | 2001 YD157               | 20 dicembre 2001 | LINEAR                      |
| 126160 Fabienkuntz     | 2002 AF                  | 4 gennaio 2002   | M. Ory                      |
| 126161 Piazzano        | 2002 AK                  | 4 gennaio 2002   | A. Boattini, M. Tombelli    |
| 126162 -               | 2002 AY                  | 13 gennaio 2002  | LINEAR                      |
| 126163 -               | 2002 AM1                 | 5 gennaio 2002   | NEAT                        |
| 126164 -               | 2002 AO1                 | 6 gennaio 2002   | T. Kobayashi                |
| 126165 -               | 2002 AX3                 | 8 gennaio 2002   | T. Kobayashi                |
| 126166 -               | 2002 AM4                 | 8 gennaio 2002   | LINEAR                      |
| 126167 -               | 2002 AL5                 | 9 gennaio 2002   | T. Kobayashi                |
| 126168 -               | 2002 AF6                 | 5 gennaio 2002   | Spacewatch                  |
| 126169 -               | 2002 AR7                 | 2 gennaio 2002   | NEAT                        |
| 126170 -               | 2002 AV7                 | 5 gennaio 2002   | NEAT                        |
| 126171 -               | 2002 AU8                 | 7 gennaio 2002   | Spacewatch                  |
| 126172 -               | 2002 AZ8                 | 9 gennaio 2002   | Bohyunsan                   |
| 126173 -               | 2002 AH9                 | 11 gennaio 2002  | G. Hug                      |
| 126174 -               | 2002 AA10                | 11 gennaio 2002  | W. K. Y. Yeung              |
| 126175 -               | 2002 AN10                | 4 gennaio 2002   | NEAT                        |
| 126176 -               | 2002 AQ10                | 5 gennaio 2002   | NEAT                        |
| 126177 Filippofrontera | 2002 AP12                | 10 gennaio 2002  | CINEOS                      |
| 126178 -               | 2002 AW13                | 12 gennaio 2002  | W. K. Y. Yeung              |
| 126179 -               | 2002 AY13                | 12 gennaio 2002  | W. K. Y. Yeung              |
| 126180 -               | 2002 AC14                | 12 gennaio 2002  | W. K. Y. Yeung              |
| 126181 -               | 2002 AB16                | 4 gennaio 2002   | NEAT                        |
| 126182 -               | 2002 AC18                | 8 gennaio 2002   | Spacewatch                  |
| 126183 Larrymitchell   | 2002 AS18                | 8 gennaio 2002   | Needville                   |
| 126184 -               | 2002 AS19                | 8 gennaio 2002   | LINEAR                      |
| 126185 -               | 2002 AH20                | 5 gennaio 2002   | NEAT                        |
| 126186 -               | 2002 AU20                | 7 gennaio 2002   | NEAT                        |
| 126187 -               | 2002 AA21                | 7 gennaio 2002   | LINEAR                      |
| 126188 -               | 2002 AK21                | 9 gennaio 2002   | LINEAR                      |
| 126189 -               | 2002 AH22                | 9 gennaio 2002   | Spacewatch                  |
| 126190 -               | 2002 AK22                | 7 gennaio 2002   | NEAT                        |
| 126191 -               | 2002 AN23                | 15 gennaio 2002  | LINEAR                      |
| 126192 -               | 2002 AR23                | 5 gennaio 2002   | NEAT                        |
| 126193 -               | 2002 AG26                | 9 gennaio 2002   | Spacewatch                  |
| 126194 -               | 2002 AL30                | 9 gennaio 2002   | LINEAR                      |
| 126195 -               | 2002 AQ32                | 8 gennaio 2002   | NEAT                        |
| 126196 -               | 2002 AO33                | 7 gennaio 2002   | Spacewatch                  |
| 126197 -               | 2002 AC36                | 9 gennaio 2002   | LINEAR                      |
| 126198 -               | 2002 AG36                | 9 gennaio 2002   | LINEAR                      |
| 126199 -               | 2002 AB37                | 9 gennaio 2002   | LINEAR                      |
| 126200 -               | 2002 AQ37                | 9 gennaio 2002   | LINEAR                      |

## 126201-126300
| Nome                 | Designazione provvisoria | Data di scoperta | Scopritore                           |
| -------------------- | ------------------------ | ---------------- | ------------------------------------ |
| 126201 -             | 2002 AP38                | 9 gennaio 2002   | LINEAR                               |
| 126202 -             | 2002 AD39                | 9 gennaio 2002   | LINEAR                               |
| 126203 -             | 2002 AL40                | 9 gennaio 2002   | LINEAR                               |
| 126204 -             | 2002 AO40                | 9 gennaio 2002   | LINEAR                               |
| 126205 -             | 2002 AQ40                | 9 gennaio 2002   | LINEAR                               |
| 126206 -             | 2002 AU40                | 9 gennaio 2002   | LINEAR                               |
| 126207 -             | 2002 AS41                | 9 gennaio 2002   | LINEAR                               |
| 126208 -             | 2002 AK42                | 9 gennaio 2002   | LINEAR                               |
| 126209 -             | 2002 AQ42                | 9 gennaio 2002   | LINEAR                               |
| 126210 -             | 2002 AV42                | 9 gennaio 2002   | LINEAR                               |
| 126211 -             | 2002 AD43                | 9 gennaio 2002   | LINEAR                               |
| 126212 -             | 2002 AY43                | 9 gennaio 2002   | LINEAR                               |
| 126213 -             | 2002 AC44                | 9 gennaio 2002   | LINEAR                               |
| 126214 -             | 2002 AW45                | 9 gennaio 2002   | LINEAR                               |
| 126215 -             | 2002 AR46                | 9 gennaio 2002   | LINEAR                               |
| 126216 -             | 2002 AU46                | 9 gennaio 2002   | LINEAR                               |
| 126217 -             | 2002 AH47                | 9 gennaio 2002   | LINEAR                               |
| 126218 -             | 2002 AC48                | 9 gennaio 2002   | LINEAR                               |
| 126219 -             | 2002 AR48                | 9 gennaio 2002   | LINEAR                               |
| 126220 -             | 2002 AS48                | 9 gennaio 2002   | LINEAR                               |
| 126221 -             | 2002 AD49                | 9 gennaio 2002   | LINEAR                               |
| 126222 -             | 2002 AQ49                | 9 gennaio 2002   | LINEAR                               |
| 126223 -             | 2002 AR49                | 9 gennaio 2002   | LINEAR                               |
| 126224 -             | 2002 AQ50                | 9 gennaio 2002   | LINEAR                               |
| 126225 -             | 2002 AR51                | 9 gennaio 2002   | LINEAR                               |
| 126226 -             | 2002 AU51                | 9 gennaio 2002   | LINEAR                               |
| 126227 -             | 2002 AB52                | 9 gennaio 2002   | LINEAR                               |
| 126228 -             | 2002 AO53                | 9 gennaio 2002   | LINEAR                               |
| 126229 -             | 2002 AF55                | 9 gennaio 2002   | LINEAR                               |
| 126230 -             | 2002 AV55                | 9 gennaio 2002   | LINEAR                               |
| 126231 -             | 2002 AY55                | 9 gennaio 2002   | LINEAR                               |
| 126232 -             | 2002 AK56                | 9 gennaio 2002   | LINEAR                               |
| 126233 -             | 2002 AC58                | 9 gennaio 2002   | LINEAR                               |
| 126234 -             | 2002 AQ58                | 9 gennaio 2002   | LINEAR                               |
| 126235 -             | 2002 AY58                | 9 gennaio 2002   | LINEAR                               |
| 126236 -             | 2002 AC59                | 9 gennaio 2002   | LINEAR                               |
| 126237 -             | 2002 AS59                | 9 gennaio 2002   | LINEAR                               |
| 126238 -             | 2002 AJ60                | 9 gennaio 2002   | LINEAR                               |
| 126239 -             | 2002 AT60                | 9 gennaio 2002   | LINEAR                               |
| 126240 -             | 2002 AY61                | 11 gennaio 2002  | LINEAR                               |
| 126241 -             | 2002 AL62                | 11 gennaio 2002  | LINEAR                               |
| 126242 -             | 2002 AX62                | 11 gennaio 2002  | LINEAR                               |
| 126243 -             | 2002 AB64                | 11 gennaio 2002  | LINEAR                               |
| 126244 -             | 2002 AQ66                | 12 gennaio 2002  | LINEAR                               |
| 126245 Kandókálmán   | 2002 AY66                | 13 gennaio 2002  | Piszkéstető, K. Sárneczky, Z. Heiner |
| 126246 Losignore     | 2002 AB67                | 9 gennaio 2002   | F. Bernardi                          |
| 126247 Laurafaggioli | 2002 AL67                | 9 gennaio 2002   | F. Bernardi, A. M. Teodorescu        |
| 126248 Dariooliviero | 2002 AO67                | 9 gennaio 2002   | A. M. Teodorescu, F. Bernardi        |
| 126249 Gabrielgraur  | 2002 AP67                | 9 gennaio 2002   | A. M. Teodorescu, F. Bernardi        |
| 126250 -             | 2002 AS69                | 8 gennaio 2002   | LINEAR                               |
| 126251 -             | 2002 AA70                | 8 gennaio 2002   | LINEAR                               |
| 126252 -             | 2002 AF70                | 8 gennaio 2002   | LINEAR                               |
| 126253 -             | 2002 AG70                | 8 gennaio 2002   | LINEAR                               |
| 126254 -             | 2002 AO71                | 8 gennaio 2002   | LINEAR                               |
| 126255 -             | 2002 AR71                | 8 gennaio 2002   | LINEAR                               |
| 126256 -             | 2002 AD72                | 8 gennaio 2002   | LINEAR                               |
| 126257 -             | 2002 AT72                | 8 gennaio 2002   | LINEAR                               |
| 126258 -             | 2002 AS73                | 8 gennaio 2002   | LINEAR                               |
| 126259 -             | 2002 AE76                | 8 gennaio 2002   | LINEAR                               |
| 126260 -             | 2002 AM77                | 8 gennaio 2002   | LINEAR                               |
| 126261 -             | 2002 AL78                | 8 gennaio 2002   | LINEAR                               |
| 126262 -             | 2002 AU80                | 9 gennaio 2002   | LINEAR                               |
| 126263 -             | 2002 AH81                | 9 gennaio 2002   | LINEAR                               |
| 126264 -             | 2002 AQ81                | 9 gennaio 2002   | LINEAR                               |
| 126265 -             | 2002 AN82                | 9 gennaio 2002   | LINEAR                               |
| 126266 -             | 2002 AF84                | 9 gennaio 2002   | LINEAR                               |
| 126267 -             | 2002 AN86                | 9 gennaio 2002   | LINEAR                               |
| 126268 -             | 2002 AT87                | 9 gennaio 2002   | LINEAR                               |
| 126269 -             | 2002 AO89                | 9 gennaio 2002   | LINEAR                               |
| 126270 -             | 2002 AT89                | 11 gennaio 2002  | LINEAR                               |
| 126271 -             | 2002 AD90                | 11 gennaio 2002  | LINEAR                               |
| 126272 -             | 2002 AM90                | 11 gennaio 2002  | LINEAR                               |
| 126273 -             | 2002 AD94                | 8 gennaio 2002   | LINEAR                               |
| 126274 -             | 2002 AA95                | 8 gennaio 2002   | LINEAR                               |
| 126275 -             | 2002 AJ96                | 8 gennaio 2002   | LINEAR                               |
| 126276 -             | 2002 AK96                | 8 gennaio 2002   | LINEAR                               |
| 126277 -             | 2002 AR96                | 8 gennaio 2002   | LINEAR                               |
| 126278 -             | 2002 AF97                | 8 gennaio 2002   | LINEAR                               |
| 126279 -             | 2002 AU97                | 8 gennaio 2002   | LINEAR                               |
| 126280 -             | 2002 AD98                | 8 gennaio 2002   | LINEAR                               |
| 126281 -             | 2002 AN100               | 8 gennaio 2002   | LINEAR                               |
| 126282 -             | 2002 AR100               | 8 gennaio 2002   | LINEAR                               |
| 126283 -             | 2002 AG102               | 8 gennaio 2002   | LINEAR                               |
| 126284 -             | 2002 AX102               | 8 gennaio 2002   | LINEAR                               |
| 126285 -             | 2002 AZ103               | 9 gennaio 2002   | LINEAR                               |
| 126286 -             | 2002 AC104               | 9 gennaio 2002   | LINEAR                               |
| 126287 -             | 2002 AG104               | 9 gennaio 2002   | LINEAR                               |
| 126288 -             | 2002 AO104               | 9 gennaio 2002   | LINEAR                               |
| 126289 -             | 2002 AY104               | 9 gennaio 2002   | LINEAR                               |
| 126290 -             | 2002 AZ105               | 9 gennaio 2002   | LINEAR                               |
| 126291 -             | 2002 AY106               | 9 gennaio 2002   | LINEAR                               |
| 126292 -             | 2002 AB107               | 9 gennaio 2002   | LINEAR                               |
| 126293 -             | 2002 AY107               | 9 gennaio 2002   | LINEAR                               |
| 126294 -             | 2002 AR108               | 9 gennaio 2002   | LINEAR                               |
| 126295 -             | 2002 AO109               | 9 gennaio 2002   | LINEAR                               |
| 126296 -             | 2002 AH110               | 9 gennaio 2002   | LINEAR                               |
| 126297 -             | 2002 AZ110               | 9 gennaio 2002   | LINEAR                               |
| 126298 -             | 2002 AD111               | 9 gennaio 2002   | LINEAR                               |
| 126299 -             | 2002 AZ114               | 9 gennaio 2002   | LINEAR                               |
| 126300 -             | 2002 AL116               | 9 gennaio 2002   | LINEAR                               |

## 126301-126400
| Nome          | Designazione provvisoria | Data di scoperta | Scopritore                           |
| ------------- | ------------------------ | ---------------- | ------------------------------------ |
| 126301 -      | 2002 AT116               | 9 gennaio 2002   | LINEAR                               |
| 126302 -      | 2002 AO118               | 9 gennaio 2002   | LINEAR                               |
| 126303 -      | 2002 AG119               | 9 gennaio 2002   | LINEAR                               |
| 126304 -      | 2002 AX119               | 9 gennaio 2002   | LINEAR                               |
| 126305 -      | 2002 AQ120               | 9 gennaio 2002   | LINEAR                               |
| 126306 -      | 2002 AR120               | 9 gennaio 2002   | LINEAR                               |
| 126307 -      | 2002 AY120               | 9 gennaio 2002   | LINEAR                               |
| 126308 -      | 2002 AA121               | 9 gennaio 2002   | LINEAR                               |
| 126309 -      | 2002 AW121               | 9 gennaio 2002   | LINEAR                               |
| 126310 -      | 2002 AJ123               | 9 gennaio 2002   | LINEAR                               |
| 126311 -      | 2002 AT123               | 9 gennaio 2002   | LINEAR                               |
| 126312 -      | 2002 AZ124               | 11 gennaio 2002  | LINEAR                               |
| 126313 -      | 2002 AN125               | 11 gennaio 2002  | LINEAR                               |
| 126314 -      | 2002 AG126               | 12 gennaio 2002  | LINEAR                               |
| 126315 Bláthy | 2002 AH130               | 13 gennaio 2002  | Piszkéstető, K. Sárneczky, Z. Heiner |
| 126316 -      | 2002 AB131               | 12 gennaio 2002  | NEAT                                 |
| 126317 -      | 2002 AL133               | 9 gennaio 2002   | LINEAR                               |
| 126318 -      | 2002 AE135               | 9 gennaio 2002   | LINEAR                               |
| 126319 -      | 2002 AW138               | 9 gennaio 2002   | LINEAR                               |
| 126320 -      | 2002 AP140               | 13 gennaio 2002  | LINEAR                               |
| 126321 -      | 2002 AX140               | 13 gennaio 2002  | LINEAR                               |
| 126322 -      | 2002 AX143               | 13 gennaio 2002  | LINEAR                               |
| 126323 -      | 2002 AD145               | 13 gennaio 2002  | LINEAR                               |
| 126324 -      | 2002 AK145               | 13 gennaio 2002  | LINEAR                               |
| 126325 -      | 2002 AG146               | 13 gennaio 2002  | LINEAR                               |
| 126326 -      | 2002 AK148               | 14 gennaio 2002  | NEAT                                 |
| 126327 -      | 2002 AR149               | 14 gennaio 2002  | LINEAR                               |
| 126328 -      | 2002 AX149               | 14 gennaio 2002  | LINEAR                               |
| 126329 -      | 2002 AD150               | 14 gennaio 2002  | LINEAR                               |
| 126330 -      | 2002 AG150               | 14 gennaio 2002  | LINEAR                               |
| 126331 -      | 2002 AJ151               | 14 gennaio 2002  | LINEAR                               |
| 126332 -      | 2002 AB152               | 14 gennaio 2002  | LINEAR                               |
| 126333 -      | 2002 AQ152               | 14 gennaio 2002  | LINEAR                               |
| 126334 -      | 2002 AW152               | 14 gennaio 2002  | LINEAR                               |
| 126335 -      | 2002 AP153               | 14 gennaio 2002  | LINEAR                               |
| 126336 -      | 2002 AX153               | 14 gennaio 2002  | LINEAR                               |
| 126337 -      | 2002 AE154               | 14 gennaio 2002  | LINEAR                               |
| 126338 -      | 2002 AJ154               | 14 gennaio 2002  | LINEAR                               |
| 126339 -      | 2002 AP154               | 14 gennaio 2002  | LINEAR                               |
| 126340 -      | 2002 AU157               | 13 gennaio 2002  | LINEAR                               |
| 126341 -      | 2002 AH160               | 13 gennaio 2002  | LINEAR                               |
| 126342 -      | 2002 AU161               | 13 gennaio 2002  | LINEAR                               |
| 126343 -      | 2002 AW161               | 13 gennaio 2002  | LINEAR                               |
| 126344 -      | 2002 AJ162               | 13 gennaio 2002  | LINEAR                               |
| 126345 -      | 2002 AO162               | 13 gennaio 2002  | LINEAR                               |
| 126346 -      | 2002 AO163               | 13 gennaio 2002  | LINEAR                               |
| 126347 -      | 2002 AX163               | 13 gennaio 2002  | LINEAR                               |
| 126348 -      | 2002 AK165               | 13 gennaio 2002  | LINEAR                               |
| 126349 -      | 2002 AU166               | 13 gennaio 2002  | LINEAR                               |
| 126350 -      | 2002 AY166               | 13 gennaio 2002  | LINEAR                               |
| 126351 -      | 2002 AC167               | 13 gennaio 2002  | LINEAR                               |
| 126352 -      | 2002 AO167               | 13 gennaio 2002  | LINEAR                               |
| 126353 -      | 2002 AD169               | 14 gennaio 2002  | LINEAR                               |
| 126354 -      | 2002 AL169               | 14 gennaio 2002  | LINEAR                               |
| 126355 -      | 2002 AN169               | 14 gennaio 2002  | LINEAR                               |
| 126356 -      | 2002 AD170               | 14 gennaio 2002  | LINEAR                               |
| 126357 -      | 2002 AA171               | 14 gennaio 2002  | LINEAR                               |
| 126358 -      | 2002 AU172               | 14 gennaio 2002  | LINEAR                               |
| 126359 -      | 2002 AG174               | 14 gennaio 2002  | LINEAR                               |
| 126360 -      | 2002 AE175               | 14 gennaio 2002  | LINEAR                               |
| 126361 -      | 2002 AA179               | 14 gennaio 2002  | LINEAR                               |
| 126362 -      | 2002 AG181               | 5 gennaio 2002   | NEAT                                 |
| 126363 -      | 2002 AR182               | 5 gennaio 2002   | NEAT                                 |
| 126364 -      | 2002 AY182               | 5 gennaio 2002   | NEAT                                 |
| 126365 -      | 2002 AR184               | 7 gennaio 2002   | LONEOS                               |
| 126366 -      | 2002 AF185               | 8 gennaio 2002   | NEAT                                 |
| 126367 -      | 2002 AZ186               | 8 gennaio 2002   | LINEAR                               |
| 126368 -      | 2002 AB187               | 8 gennaio 2002   | LINEAR                               |
| 126369 -      | 2002 AK187               | 8 gennaio 2002   | LINEAR                               |
| 126370 -      | 2002 AR187               | 8 gennaio 2002   | NEAT                                 |
| 126371 -      | 2002 AH188               | 9 gennaio 2002   | LINEAR                               |
| 126372 -      | 2002 AS188               | 10 gennaio 2002  | NEAT                                 |
| 126373 -      | 2002 AT190               | 11 gennaio 2002  | LONEOS                               |
| 126374 -      | 2002 AV190               | 11 gennaio 2002  | LINEAR                               |
| 126375 -      | 2002 AF193               | 12 gennaio 2002  | NEAT                                 |
| 126376 -      | 2002 AP193               | 12 gennaio 2002  | LINEAR                               |
| 126377 -      | 2002 AU193               | 12 gennaio 2002  | LINEAR                               |
| 126378 -      | 2002 AM195               | 13 gennaio 2002  | LINEAR                               |
| 126379 -      | 2002 AU197               | 15 gennaio 2002  | NEAT                                 |
| 126380 -      | 2002 AE199               | 8 gennaio 2002   | LINEAR                               |
| 126381 -      | 2002 AP200               | 9 gennaio 2002   | LINEAR                               |
| 126382 -      | 2002 AC201               | 13 gennaio 2002  | LINEAR                               |
| 126383 -      | 2002 AP202               | 13 gennaio 2002  | LINEAR                               |
| 126384 -      | 2002 AO203               | 8 gennaio 2002   | Spacewatch                           |
| 126385 -      | 2002 AW203               | 14 gennaio 2002  | Spacewatch                           |
| 126386 -      | 2002 BT                  | 21 gennaio 2002  | W. K. Y. Yeung                       |
| 126387 -      | 2002 BZ                  | 18 gennaio 2002  | LINEAR                               |
| 126388 -      | 2002 BS1                 | 20 gennaio 2002  | W. K. Y. Yeung                       |
| 126389 -      | 2002 BX1                 | 21 gennaio 2002  | W. K. Y. Yeung                       |
| 126390 -      | 2002 BZ1                 | 21 gennaio 2002  | W. K. Y. Yeung                       |
| 126391 -      | 2002 BW2                 | 18 gennaio 2002  | LONEOS                               |
| 126392 -      | 2002 BD3                 | 18 gennaio 2002  | LONEOS                               |
| 126393 -      | 2002 BF3                 | 18 gennaio 2002  | LONEOS                               |
| 126394 -      | 2002 BL3                 | 20 gennaio 2002  | LONEOS                               |
| 126395 -      | 2002 BG4                 | 19 gennaio 2002  | LONEOS                               |
| 126396 -      | 2002 BV4                 | 19 gennaio 2002  | LONEOS                               |
| 126397 -      | 2002 BY4                 | 19 gennaio 2002  | LONEOS                               |
| 126398 -      | 2002 BP9                 | 18 gennaio 2002  | LINEAR                               |
| 126399 -      | 2002 BW9                 | 18 gennaio 2002  | LINEAR                               |
| 126400 -      | 2002 BX10                | 18 gennaio 2002  | LINEAR                               |

## 126401-126500
| Nome                 | Designazione provvisoria | Data di scoperta | Scopritore                   |
| -------------------- | ------------------------ | ---------------- | ---------------------------- |
| 126401 -             | 2002 BZ12                | 18 gennaio 2002  | LINEAR                       |
| 126402 -             | 2002 BD13                | 18 gennaio 2002  | LINEAR                       |
| 126403 -             | 2002 BO13                | 18 gennaio 2002  | LINEAR                       |
| 126404 -             | 2002 BK15                | 19 gennaio 2002  | LINEAR                       |
| 126405 -             | 2002 BO15                | 19 gennaio 2002  | LINEAR                       |
| 126406 -             | 2002 BG16                | 19 gennaio 2002  | LINEAR                       |
| 126407 -             | 2002 BO16                | 19 gennaio 2002  | LINEAR                       |
| 126408 -             | 2002 BX16                | 19 gennaio 2002  | LINEAR                       |
| 126409 -             | 2002 BK18                | 21 gennaio 2002  | LINEAR                       |
| 126410 -             | 2002 BU18                | 21 gennaio 2002  | LINEAR                       |
| 126411 -             | 2002 BY18                | 21 gennaio 2002  | LINEAR                       |
| 126412 -             | 2002 BQ19                | 21 gennaio 2002  | NEAT                         |
| 126413 -             | 2002 BU19                | 22 gennaio 2002  | LINEAR                       |
| 126414 -             | 2002 BD20                | 22 gennaio 2002  | LINEAR                       |
| 126415 -             | 2002 BZ23                | 23 gennaio 2002  | LINEAR                       |
| 126416 -             | 2002 BH25                | 22 gennaio 2002  | NEAT                         |
| 126417 -             | 2002 BB28                | 20 gennaio 2002  | LONEOS                       |
| 126418 -             | 2002 BD29                | 20 gennaio 2002  | LONEOS                       |
| 126419 -             | 2002 BH29                | 20 gennaio 2002  | LONEOS                       |
| 126420 -             | 2002 BK29                | 20 gennaio 2002  | LONEOS                       |
| 126421 -             | 2002 BD30                | 21 gennaio 2002  | NEAT                         |
| 126422 -             | 2002 BJ30                | 21 gennaio 2002  | LONEOS                       |
| 126423 -             | 2002 BE31                | 19 gennaio 2002  | LINEAR                       |
| 126424 -             | 2002 CR                  | 2 febbraio 2002  | Asiago-DLR Asteroid Survey   |
| 126425 -             | 2002 CW1                 | 3 febbraio 2002  | NEAT                         |
| 126426 -             | 2002 CO2                 | 3 febbraio 2002  | NEAT                         |
| 126427 -             | 2002 CV2                 | 3 febbraio 2002  | NEAT                         |
| 126428 -             | 2002 CU4                 | 5 febbraio 2002  | C. W. Juels, P. R. Holvorcem |
| 126429 -             | 2002 CZ4                 | 3 febbraio 2002  | NEAT                         |
| 126430 -             | 2002 CH5                 | 4 febbraio 2002  | NEAT                         |
| 126431 -             | 2002 CK5                 | 4 febbraio 2002  | NEAT                         |
| 126432 -             | 2002 CR5                 | 4 febbraio 2002  | NEAT                         |
| 126433 -             | 2002 CT7                 | 6 febbraio 2002  | W. K. Y. Yeung               |
| 126434 -             | 2002 CM8                 | 5 febbraio 2002  | NEAT                         |
| 126435 -             | 2002 CQ10                | 6 febbraio 2002  | LINEAR                       |
| 126436 -             | 2002 CC11                | 6 febbraio 2002  | W. K. Y. Yeung               |
| 126437 -             | 2002 CG11                | 6 febbraio 2002  | W. K. Y. Yeung               |
| 126438 -             | 2002 CB12                | 6 febbraio 2002  | LINEAR                       |
| 126439 -             | 2002 CP12                | 4 febbraio 2002  | Črni Vrh                     |
| 126440 -             | 2002 CP13                | 8 febbraio 2002  | W. K. Y. Yeung               |
| 126441 -             | 2002 CV14                | 8 febbraio 2002  | W. K. Y. Yeung               |
| 126442 -             | 2002 CJ15                | 9 febbraio 2002  | W. K. Y. Yeung               |
| 126443 -             | 2002 CV15                | 8 febbraio 2002  | W. K. Y. Yeung               |
| 126444 Wylie         | 2002 CF16                | 7 febbraio 2002  | J. V. McClusky               |
| 126445 Prestonreeves | 2002 CH16                | 7 febbraio 2002  | J. V. McClusky               |
| 126446 -             | 2002 CO16                | 6 febbraio 2002  | LINEAR                       |
| 126447 -             | 2002 CH18                | 6 febbraio 2002  | LINEAR                       |
| 126448 -             | 2002 CS19                | 4 febbraio 2002  | NEAT                         |
| 126449 -             | 2002 CH20                | 4 febbraio 2002  | NEAT                         |
| 126450 -             | 2002 CJ20                | 4 febbraio 2002  | NEAT                         |
| 126451 -             | 2002 CV20                | 4 febbraio 2002  | NEAT                         |
| 126452 -             | 2002 CC24                | 6 febbraio 2002  | NEAT                         |
| 126453 -             | 2002 CO24                | 6 febbraio 2002  | NEAT                         |
| 126454 -             | 2002 CK26                | 6 febbraio 2002  | LINEAR                       |
| 126455 -             | 2002 CO27                | 6 febbraio 2002  | LINEAR                       |
| 126456 -             | 2002 CK28                | 6 febbraio 2002  | LINEAR                       |
| 126457 -             | 2002 CQ28                | 6 febbraio 2002  | LINEAR                       |
| 126458 -             | 2002 CW29                | 6 febbraio 2002  | LINEAR                       |
| 126459 -             | 2002 CX30                | 6 febbraio 2002  | LINEAR                       |
| 126460 -             | 2002 CM32                | 6 febbraio 2002  | LINEAR                       |
| 126461 -             | 2002 CD33                | 6 febbraio 2002  | LINEAR                       |
| 126462 -             | 2002 CP35                | 7 febbraio 2002  | LINEAR                       |
| 126463 -             | 2002 CW37                | 7 febbraio 2002  | LINEAR                       |
| 126464 -             | 2002 CE38                | 7 febbraio 2002  | LINEAR                       |
| 126465 -             | 2002 CV38                | 7 febbraio 2002  | LINEAR                       |
| 126466 -             | 2002 CA39                | 7 febbraio 2002  | LINEAR                       |
| 126467 -             | 2002 CZ39                | 5 febbraio 2002  | NEAT                         |
| 126468 -             | 2002 CB40                | 5 febbraio 2002  | NEAT                         |
| 126469 -             | 2002 CB41                | 7 febbraio 2002  | NEAT                         |
| 126470 -             | 2002 CL41                | 7 febbraio 2002  | NEAT                         |
| 126471 -             | 2002 CA42                | 7 febbraio 2002  | NEAT                         |
| 126472 -             | 2002 CF42                | 7 febbraio 2002  | NEAT                         |
| 126473 -             | 2002 CA43                | 12 febbraio 2002 | C. W. Juels, P. R. Holvorcem |
| 126474 -             | 2002 CM43                | 11 febbraio 2002 | W. K. Y. Yeung               |
| 126475 -             | 2002 CE45                | 8 febbraio 2002  | Spacewatch                   |
| 126476 -             | 2002 CO47                | 3 febbraio 2002  | NEAT                         |
| 126477 -             | 2002 CB48                | 3 febbraio 2002  | NEAT                         |
| 126478 -             | 2002 CH48                | 3 febbraio 2002  | NEAT                         |
| 126479 -             | 2002 CJ48                | 3 febbraio 2002  | NEAT                         |
| 126480 -             | 2002 CD49                | 3 febbraio 2002  | NEAT                         |
| 126481 -             | 2002 CU49                | 3 febbraio 2002  | NEAT                         |
| 126482 -             | 2002 CB51                | 12 febbraio 2002 | W. K. Y. Yeung               |
| 126483 -             | 2002 CC51                | 12 febbraio 2002 | W. K. Y. Yeung               |
| 126484 -             | 2002 CU51                | 12 febbraio 2002 | W. K. Y. Yeung               |
| 126485 -             | 2002 CA53                | 7 febbraio 2002  | LINEAR                       |
| 126486 -             | 2002 CS53                | 7 febbraio 2002  | LINEAR                       |
| 126487 -             | 2002 CE54                | 7 febbraio 2002  | LINEAR                       |
| 126488 -             | 2002 CD55                | 7 febbraio 2002  | LINEAR                       |
| 126489 -             | 2002 CS55                | 7 febbraio 2002  | LINEAR                       |
| 126490 -             | 2002 CB56                | 7 febbraio 2002  | LINEAR                       |
| 126491 -             | 2002 CC56                | 7 febbraio 2002  | LINEAR                       |
| 126492 -             | 2002 CQ56                | 7 febbraio 2002  | LINEAR                       |
| 126493 -             | 2002 CB57                | 7 febbraio 2002  | LINEAR                       |
| 126494 -             | 2002 CG57                | 7 febbraio 2002  | LINEAR                       |
| 126495 -             | 2002 CO57                | 7 febbraio 2002  | LINEAR                       |
| 126496 -             | 2002 CM59                | 12 febbraio 2002 | W. K. Y. Yeung               |
| 126497 -             | 2002 CQ59                | 13 febbraio 2002 | W. K. Y. Yeung               |
| 126498 -             | 2002 CK61                | 6 febbraio 2002  | LINEAR                       |
| 126499 -             | 2002 CX61                | 6 febbraio 2002  | LINEAR                       |
| 126500 -             | 2002 CA62                | 6 febbraio 2002  | LINEAR                       |

## 126501-126600
| Nome            | Designazione provvisoria | Data di scoperta | Scopritore |
| --------------- | ------------------------ | ---------------- | ---------- |
| 126501 -        | 2002 CT62                | 6 febbraio 2002  | LINEAR     |
| 126502 -        | 2002 CZ62                | 6 febbraio 2002  | LINEAR     |
| 126503 -        | 2002 CE63                | 6 febbraio 2002  | LINEAR     |
| 126504 -        | 2002 CU63                | 6 febbraio 2002  | LINEAR     |
| 126505 -        | 2002 CA64                | 6 febbraio 2002  | LINEAR     |
| 126506 -        | 2002 CC64                | 6 febbraio 2002  | LINEAR     |
| 126507 -        | 2002 CU64                | 6 febbraio 2002  | LINEAR     |
| 126508 -        | 2002 CQ67                | 7 febbraio 2002  | LINEAR     |
| 126509 -        | 2002 CA69                | 7 febbraio 2002  | LINEAR     |
| 126510 -        | 2002 CN69                | 7 febbraio 2002  | LINEAR     |
| 126511 -        | 2002 CM70                | 7 febbraio 2002  | LINEAR     |
| 126512 -        | 2002 CB71                | 7 febbraio 2002  | LINEAR     |
| 126513 -        | 2002 CY71                | 7 febbraio 2002  | LINEAR     |
| 126514 -        | 2002 CK74                | 7 febbraio 2002  | LINEAR     |
| 126515 -        | 2002 CY75                | 7 febbraio 2002  | LINEAR     |
| 126516 -        | 2002 CB77                | 7 febbraio 2002  | LINEAR     |
| 126517 -        | 2002 CJ77                | 7 febbraio 2002  | LINEAR     |
| 126518 -        | 2002 CE78                | 7 febbraio 2002  | LINEAR     |
| 126519 -        | 2002 CO78                | 7 febbraio 2002  | LINEAR     |
| 126520 -        | 2002 CT78                | 7 febbraio 2002  | LINEAR     |
| 126521 -        | 2002 CP80                | 7 febbraio 2002  | LINEAR     |
| 126522 -        | 2002 CK81                | 7 febbraio 2002  | LINEAR     |
| 126523 -        | 2002 CM81                | 7 febbraio 2002  | LINEAR     |
| 126524 -        | 2002 CZ81                | 7 febbraio 2002  | LINEAR     |
| 126525 -        | 2002 CB82                | 7 febbraio 2002  | LINEAR     |
| 126526 -        | 2002 CJ82                | 7 febbraio 2002  | LINEAR     |
| 126527 -        | 2002 CA83                | 7 febbraio 2002  | LINEAR     |
| 126528 -        | 2002 CN83                | 7 febbraio 2002  | LINEAR     |
| 126529 -        | 2002 CT83                | 7 febbraio 2002  | LINEAR     |
| 126530 -        | 2002 CC84                | 7 febbraio 2002  | LINEAR     |
| 126531 -        | 2002 CZ84                | 7 febbraio 2002  | LINEAR     |
| 126532 -        | 2002 CO86                | 7 febbraio 2002  | LINEAR     |
| 126533 -        | 2002 CQ86                | 7 febbraio 2002  | LINEAR     |
| 126534 -        | 2002 CT86                | 7 febbraio 2002  | LINEAR     |
| 126535 -        | 2002 CX86                | 7 febbraio 2002  | LINEAR     |
| 126536 -        | 2002 CU88                | 7 febbraio 2002  | LINEAR     |
| 126537 -        | 2002 CW89                | 7 febbraio 2002  | LINEAR     |
| 126538 -        | 2002 CJ90                | 7 febbraio 2002  | LINEAR     |
| 126539 -        | 2002 CU90                | 7 febbraio 2002  | LINEAR     |
| 126540 -        | 2002 CV91                | 7 febbraio 2002  | LINEAR     |
| 126541 -        | 2002 CC92                | 7 febbraio 2002  | LINEAR     |
| 126542 -        | 2002 CR92                | 7 febbraio 2002  | LINEAR     |
| 126543 -        | 2002 CX92                | 7 febbraio 2002  | LINEAR     |
| 126544 -        | 2002 CU93                | 7 febbraio 2002  | LINEAR     |
| 126545 -        | 2002 CV93                | 7 febbraio 2002  | LINEAR     |
| 126546 -        | 2002 CX93                | 7 febbraio 2002  | LINEAR     |
| 126547 -        | 2002 CL94                | 7 febbraio 2002  | LINEAR     |
| 126548 -        | 2002 CB95                | 7 febbraio 2002  | LINEAR     |
| 126549 -        | 2002 CF95                | 7 febbraio 2002  | LINEAR     |
| 126550 -        | 2002 CJ98                | 7 febbraio 2002  | LINEAR     |
| 126551 -        | 2002 CM98                | 7 febbraio 2002  | LINEAR     |
| 126552 -        | 2002 CV98                | 7 febbraio 2002  | LINEAR     |
| 126553 -        | 2002 CF99                | 7 febbraio 2002  | LINEAR     |
| 126554 -        | 2002 CT101               | 7 febbraio 2002  | LINEAR     |
| 126555 -        | 2002 CC102               | 7 febbraio 2002  | LINEAR     |
| 126556 -        | 2002 CJ102               | 7 febbraio 2002  | LINEAR     |
| 126557 -        | 2002 CT102               | 7 febbraio 2002  | LINEAR     |
| 126558 -        | 2002 CD104               | 7 febbraio 2002  | LINEAR     |
| 126559 -        | 2002 CG104               | 7 febbraio 2002  | LINEAR     |
| 126560 -        | 2002 CD105               | 7 febbraio 2002  | LINEAR     |
| 126561 -        | 2002 CF105               | 7 febbraio 2002  | LINEAR     |
| 126562 -        | 2002 CM105               | 7 febbraio 2002  | LINEAR     |
| 126563 -        | 2002 CH106               | 7 febbraio 2002  | LINEAR     |
| 126564 -        | 2002 CK106               | 7 febbraio 2002  | LINEAR     |
| 126565 -        | 2002 CX106               | 7 febbraio 2002  | LINEAR     |
| 126566 -        | 2002 CY106               | 7 febbraio 2002  | LINEAR     |
| 126567 -        | 2002 CG107               | 7 febbraio 2002  | LINEAR     |
| 126568 -        | 2002 CO107               | 7 febbraio 2002  | LINEAR     |
| 126569 -        | 2002 CT107               | 7 febbraio 2002  | LINEAR     |
| 126570 -        | 2002 CX108               | 7 febbraio 2002  | LINEAR     |
| 126571 -        | 2002 CN110               | 7 febbraio 2002  | LINEAR     |
| 126572 -        | 2002 CX110               | 7 febbraio 2002  | LINEAR     |
| 126573 -        | 2002 CF111               | 7 febbraio 2002  | LINEAR     |
| 126574 -        | 2002 CM112               | 7 febbraio 2002  | LINEAR     |
| 126575 -        | 2002 CA113               | 8 febbraio 2002  | LINEAR     |
| 126576 -        | 2002 CA114               | 8 febbraio 2002  | LINEAR     |
| 126577 -        | 2002 CR114               | 8 febbraio 2002  | LINEAR     |
| 126578 Suhhosoo | 2002 CK116               | 11 febbraio 2002 | Bohyunsan  |
| 126579 -        | 2002 CE119               | 7 febbraio 2002  | LINEAR     |
| 126580 -        | 2002 CH119               | 7 febbraio 2002  | LINEAR     |
| 126581 -        | 2002 CZ119               | 7 febbraio 2002  | LINEAR     |
| 126582 -        | 2002 CZ122               | 7 febbraio 2002  | LINEAR     |
| 126583 -        | 2002 CZ123               | 7 febbraio 2002  | LINEAR     |
| 126584 -        | 2002 CV125               | 7 febbraio 2002  | LINEAR     |
| 126585 -        | 2002 CY125               | 7 febbraio 2002  | LINEAR     |
| 126586 -        | 2002 CV127               | 7 febbraio 2002  | LINEAR     |
| 126587 -        | 2002 CX127               | 7 febbraio 2002  | LINEAR     |
| 126588 -        | 2002 CF128               | 7 febbraio 2002  | LINEAR     |
| 126589 -        | 2002 CG128               | 7 febbraio 2002  | LINEAR     |
| 126590 -        | 2002 CJ128               | 7 febbraio 2002  | LINEAR     |
| 126591 -        | 2002 CT128               | 7 febbraio 2002  | LINEAR     |
| 126592 -        | 2002 CU128               | 7 febbraio 2002  | LINEAR     |
| 126593 -        | 2002 CC129               | 7 febbraio 2002  | LINEAR     |
| 126594 -        | 2002 CD129               | 7 febbraio 2002  | LINEAR     |
| 126595 -        | 2002 CM129               | 7 febbraio 2002  | LINEAR     |
| 126596 -        | 2002 CO129               | 7 febbraio 2002  | LINEAR     |
| 126597 -        | 2002 CM132               | 7 febbraio 2002  | LINEAR     |
| 126598 -        | 2002 CC134               | 7 febbraio 2002  | LINEAR     |
| 126599 -        | 2002 CU134               | 7 febbraio 2002  | LINEAR     |
| 126600 -        | 2002 CA136               | 8 febbraio 2002  | LINEAR     |

## 126601-126700
| Nome     | Designazione provvisoria | Data di scoperta | Scopritore |
| -------- | ------------------------ | ---------------- | ---------- |
| 126601 - | 2002 CB136               | 8 febbraio 2002  | LINEAR     |
| 126602 - | 2002 CD136               | 8 febbraio 2002  | LINEAR     |
| 126603 - | 2002 CP136               | 8 febbraio 2002  | LINEAR     |
| 126604 - | 2002 CW137               | 8 febbraio 2002  | LINEAR     |
| 126605 - | 2002 CT140               | 8 febbraio 2002  | LINEAR     |
| 126606 - | 2002 CS141               | 8 febbraio 2002  | LINEAR     |
| 126607 - | 2002 CM143               | 9 febbraio 2002  | LINEAR     |
| 126608 - | 2002 CW143               | 9 febbraio 2002  | LINEAR     |
| 126609 - | 2002 CB144               | 9 febbraio 2002  | LINEAR     |
| 126610 - | 2002 CS144               | 9 febbraio 2002  | LINEAR     |
| 126611 - | 2002 CQ145               | 9 febbraio 2002  | LINEAR     |
| 126612 - | 2002 CW145               | 9 febbraio 2002  | LINEAR     |
| 126613 - | 2002 CT147               | 10 febbraio 2002 | LINEAR     |
| 126614 - | 2002 CE148               | 10 febbraio 2002 | LINEAR     |
| 126615 - | 2002 CR148               | 10 febbraio 2002 | LINEAR     |
| 126616 - | 2002 CF149               | 10 febbraio 2002 | LINEAR     |
| 126617 - | 2002 CW151               | 10 febbraio 2002 | LINEAR     |
| 126618 - | 2002 CA154               | 9 febbraio 2002  | Spacewatch |
| 126619 - | 2002 CX154               | 6 febbraio 2002  | M. W. Buie |
| 126620 - | 2002 CM155               | 6 febbraio 2002  | LINEAR     |
| 126621 - | 2002 CA157               | 7 febbraio 2002  | LINEAR     |
| 126622 - | 2002 CO158               | 7 febbraio 2002  | LINEAR     |
| 126623 - | 2002 CJ160               | 8 febbraio 2002  | LINEAR     |
| 126624 - | 2002 CK162               | 8 febbraio 2002  | LINEAR     |
| 126625 - | 2002 CG163               | 8 febbraio 2002  | LINEAR     |
| 126626 - | 2002 CN163               | 8 febbraio 2002  | LINEAR     |
| 126627 - | 2002 CQ163               | 8 febbraio 2002  | LINEAR     |
| 126628 - | 2002 CS163               | 8 febbraio 2002  | LINEAR     |
| 126629 - | 2002 CK164               | 8 febbraio 2002  | LINEAR     |
| 126630 - | 2002 CM164               | 8 febbraio 2002  | LINEAR     |
| 126631 - | 2002 CO164               | 8 febbraio 2002  | LINEAR     |
| 126632 - | 2002 CW164               | 8 febbraio 2002  | LINEAR     |
| 126633 - | 2002 CE165               | 8 febbraio 2002  | LINEAR     |
| 126634 - | 2002 CB167               | 8 febbraio 2002  | LINEAR     |
| 126635 - | 2002 CM169               | 8 febbraio 2002  | LINEAR     |
| 126636 - | 2002 CL170               | 8 febbraio 2002  | LINEAR     |
| 126637 - | 2002 CM170               | 8 febbraio 2002  | LINEAR     |
| 126638 - | 2002 CW173               | 8 febbraio 2002  | LINEAR     |
| 126639 - | 2002 CG174               | 8 febbraio 2002  | LINEAR     |
| 126640 - | 2002 CJ174               | 8 febbraio 2002  | LINEAR     |
| 126641 - | 2002 CK174               | 8 febbraio 2002  | LINEAR     |
| 126642 - | 2002 CA176               | 10 febbraio 2002 | LINEAR     |
| 126643 - | 2002 CJ176               | 10 febbraio 2002 | LINEAR     |
| 126644 - | 2002 CU176               | 10 febbraio 2002 | LINEAR     |
| 126645 - | 2002 CA178               | 10 febbraio 2002 | LINEAR     |
| 126646 - | 2002 CN179               | 10 febbraio 2002 | LINEAR     |
| 126647 - | 2002 CR182               | 10 febbraio 2002 | LINEAR     |
| 126648 - | 2002 CV193               | 10 febbraio 2002 | LINEAR     |
| 126649 - | 2002 CA195               | 10 febbraio 2002 | LINEAR     |
| 126650 - | 2002 CP197               | 10 febbraio 2002 | LINEAR     |
| 126651 - | 2002 CY198               | 10 febbraio 2002 | LINEAR     |
| 126652 - | 2002 CM199               | 10 febbraio 2002 | LINEAR     |
| 126653 - | 2002 CC201               | 10 febbraio 2002 | LINEAR     |
| 126654 - | 2002 CZ201               | 10 febbraio 2002 | LINEAR     |
| 126655 - | 2002 CT202               | 10 febbraio 2002 | LINEAR     |
| 126656 - | 2002 CY202               | 10 febbraio 2002 | LINEAR     |
| 126657 - | 2002 CZ202               | 10 febbraio 2002 | LINEAR     |
| 126658 - | 2002 CW203               | 10 febbraio 2002 | LINEAR     |
| 126659 - | 2002 CF205               | 10 febbraio 2002 | LINEAR     |
| 126660 - | 2002 CB206               | 10 febbraio 2002 | LINEAR     |
| 126661 - | 2002 CQ206               | 10 febbraio 2002 | LINEAR     |
| 126662 - | 2002 CG209               | 10 febbraio 2002 | LINEAR     |
| 126663 - | 2002 CK209               | 10 febbraio 2002 | LINEAR     |
| 126664 - | 2002 CV209               | 10 febbraio 2002 | LINEAR     |
| 126665 - | 2002 CD210               | 10 febbraio 2002 | LINEAR     |
| 126666 - | 2002 CO210               | 10 febbraio 2002 | LINEAR     |
| 126667 - | 2002 CQ212               | 10 febbraio 2002 | LINEAR     |
| 126668 - | 2002 CR212               | 10 febbraio 2002 | LINEAR     |
| 126669 - | 2002 CV212               | 10 febbraio 2002 | LINEAR     |
| 126670 - | 2002 CK214               | 10 febbraio 2002 | LINEAR     |
| 126671 - | 2002 CJ215               | 10 febbraio 2002 | LINEAR     |
| 126672 - | 2002 CL215               | 10 febbraio 2002 | LINEAR     |
| 126673 - | 2002 CG216               | 10 febbraio 2002 | LINEAR     |
| 126674 - | 2002 CR216               | 10 febbraio 2002 | LINEAR     |
| 126675 - | 2002 CW217               | 10 febbraio 2002 | LINEAR     |
| 126676 - | 2002 CD218               | 10 febbraio 2002 | LINEAR     |
| 126677 - | 2002 CO218               | 10 febbraio 2002 | LINEAR     |
| 126678 - | 2002 CS218               | 10 febbraio 2002 | LINEAR     |
| 126679 - | 2002 CX218               | 10 febbraio 2002 | LINEAR     |
| 126680 - | 2002 CD219               | 10 febbraio 2002 | LINEAR     |
| 126681 - | 2002 CP219               | 10 febbraio 2002 | LINEAR     |
| 126682 - | 2002 CZ219               | 10 febbraio 2002 | LINEAR     |
| 126683 - | 2002 CW220               | 10 febbraio 2002 | LINEAR     |
| 126684 - | 2002 CZ220               | 10 febbraio 2002 | LINEAR     |
| 126685 - | 2002 CT221               | 10 febbraio 2002 | LINEAR     |
| 126686 - | 2002 CC222               | 11 febbraio 2002 | LINEAR     |
| 126687 - | 2002 CH222               | 11 febbraio 2002 | LINEAR     |
| 126688 - | 2002 CW222               | 11 febbraio 2002 | LINEAR     |
| 126689 - | 2002 CO224               | 11 febbraio 2002 | LINEAR     |
| 126690 - | 2002 CQ225               | 4 febbraio 2002  | NEAT       |
| 126691 - | 2002 CW225               | 3 febbraio 2002  | NEAT       |
| 126692 - | 2002 CK227               | 6 febbraio 2002  | NEAT       |
| 126693 - | 2002 CZ227               | 6 febbraio 2002  | NEAT       |
| 126694 - | 2002 CO228               | 6 febbraio 2002  | NEAT       |
| 126695 - | 2002 CS228               | 6 febbraio 2002  | NEAT       |
| 126696 - | 2002 CJ229               | 8 febbraio 2002  | Spacewatch |
| 126697 - | 2002 CW229               | 10 febbraio 2002 | Spacewatch |
| 126698 - | 2002 CJ232               | 8 febbraio 2002  | LINEAR     |
| 126699 - | 2002 CM232               | 10 febbraio 2002 | LINEAR     |
| 126700 - | 2002 CU232               | 10 febbraio 2002 | LINEAR     |

## 126701-126800
| Nome               | Designazione provvisoria | Data di scoperta | Scopritore                 |
| ------------------ | ------------------------ | ---------------- | -------------------------- |
| 126701 -           | 2002 CL233               | 11 febbraio 2002 | LINEAR                     |
| 126702 -           | 2002 CV233               | 11 febbraio 2002 | LINEAR                     |
| 126703 -           | 2002 CO239               | 11 febbraio 2002 | LINEAR                     |
| 126704 -           | 2002 CV239               | 11 febbraio 2002 | LINEAR                     |
| 126705 -           | 2002 CH240               | 11 febbraio 2002 | LINEAR                     |
| 126706 -           | 2002 CT240               | 11 febbraio 2002 | LINEAR                     |
| 126707 -           | 2002 CQ241               | 11 febbraio 2002 | LINEAR                     |
| 126708 -           | 2002 CU241               | 11 febbraio 2002 | LINEAR                     |
| 126709 -           | 2002 CB242               | 11 febbraio 2002 | LINEAR                     |
| 126710 -           | 2002 CO242               | 11 febbraio 2002 | LINEAR                     |
| 126711 -           | 2002 CZ242               | 11 febbraio 2002 | LINEAR                     |
| 126712 -           | 2002 CE243               | 11 febbraio 2002 | LINEAR                     |
| 126713 -           | 2002 CX243               | 11 febbraio 2002 | LINEAR                     |
| 126714 -           | 2002 CU244               | 11 febbraio 2002 | LINEAR                     |
| 126715 -           | 2002 CS245               | 15 febbraio 2002 | Spacewatch                 |
| 126716 -           | 2002 CF247               | 15 febbraio 2002 | LINEAR                     |
| 126717 -           | 2002 CZ247               | 15 febbraio 2002 | LINEAR                     |
| 126718 -           | 2002 CK248               | 15 febbraio 2002 | LINEAR                     |
| 126719 -           | 2002 CC249               | 8 febbraio 2002  | M. W. Buie                 |
| 126720 -           | 2002 CK251               | 2 febbraio 2002  | NEAT                       |
| 126721 -           | 2002 CR251               | 3 febbraio 2002  | NEAT                       |
| 126722 -           | 2002 CG254               | 5 febbraio 2002  | LONEOS                     |
| 126723 -           | 2002 CP255               | 6 febbraio 2002  | LONEOS                     |
| 126724 -           | 2002 CB263               | 6 febbraio 2002  | LINEAR                     |
| 126725 -           | 2002 CH263               | 6 febbraio 2002  | LINEAR                     |
| 126726 -           | 2002 CJ263               | 6 febbraio 2002  | LINEAR                     |
| 126727 -           | 2002 CK263               | 6 febbraio 2002  | LINEAR                     |
| 126728 -           | 2002 CX267               | 7 febbraio 2002  | LONEOS                     |
| 126729 -           | 2002 CN268               | 7 febbraio 2002  | LONEOS                     |
| 126730 -           | 2002 CL270               | 7 febbraio 2002  | Spacewatch                 |
| 126731 -           | 2002 CT272               | 8 febbraio 2002  | LONEOS                     |
| 126732 -           | 2002 CW272               | 8 febbraio 2002  | LONEOS                     |
| 126733 -           | 2002 CX272               | 8 febbraio 2002  | LONEOS                     |
| 126734 -           | 2002 CT282               | 8 febbraio 2002  | Spacewatch                 |
| 126735 -           | 2002 CD283               | 8 febbraio 2002  | Spacewatch                 |
| 126736 -           | 2002 CM283               | 8 febbraio 2002  | Spacewatch                 |
| 126737 -           | 2002 CE287               | 8 febbraio 2002  | LINEAR                     |
| 126738 -           | 2002 CT288               | 10 febbraio 2002 | LINEAR                     |
| 126739 -           | 2002 CR291               | 10 febbraio 2002 | LINEAR                     |
| 126740 -           | 2002 CY296               | 10 febbraio 2002 | LINEAR                     |
| 126741 -           | 2002 CY299               | 11 febbraio 2002 | LINEAR                     |
| 126742 -           | 2002 CU304               | 15 febbraio 2002 | LINEAR                     |
| 126743 -           | 2002 CQ305               | 3 febbraio 2002  | LONEOS                     |
| 126744 -           | 2002 CW308               | 10 febbraio 2002 | LINEAR                     |
| 126745 -           | 2002 CN311               | 11 febbraio 2002 | LINEAR                     |
| 126746 -           | 2002 CO311               | 11 febbraio 2002 | LINEAR                     |
| 126747 -           | 2002 CS311               | 11 febbraio 2002 | LINEAR                     |
| 126748 Mariegerbet | 2002 DP                  | 16 febbraio 2002 | M. Ory                     |
| 126749 Johnjones   | 2002 DQ1                 | 20 febbraio 2002 | B. L. Stevens              |
| 126750 -           | 2002 DX1                 | 19 febbraio 2002 | LINEAR                     |
| 126751 -           | 2002 DZ1                 | 19 febbraio 2002 | LINEAR                     |
| 126752 -           | 2002 DR3                 | 17 febbraio 2002 | Needville                  |
| 126753 -           | 2002 DN5                 | 16 febbraio 2002 | NEAT                       |
| 126754 -           | 2002 DT6                 | 20 febbraio 2002 | Spacewatch                 |
| 126755 -           | 2002 DH7                 | 19 febbraio 2002 | LINEAR                     |
| 126756 -           | 2002 DS7                 | 19 febbraio 2002 | LINEAR                     |
| 126757 -           | 2002 DX7                 | 19 febbraio 2002 | LINEAR                     |
| 126758 -           | 2002 DR9                 | 19 febbraio 2002 | LINEAR                     |
| 126759 -           | 2002 DT9                 | 19 febbraio 2002 | LINEAR                     |
| 126760 -           | 2002 DS10                | 20 febbraio 2002 | LINEAR                     |
| 126761 -           | 2002 DW10                | 19 febbraio 2002 | LINEAR                     |
| 126762 -           | 2002 DC11                | 19 febbraio 2002 | LINEAR                     |
| 126763 -           | 2002 DN11                | 20 febbraio 2002 | LINEAR                     |
| 126764 -           | 2002 DB12                | 20 febbraio 2002 | Spacewatch                 |
| 126765 -           | 2002 DF12                | 21 febbraio 2002 | Spacewatch                 |
| 126766 -           | 2002 DJ12                | 21 febbraio 2002 | NEAT                       |
| 126767 -           | 2002 DM12                | 22 febbraio 2002 | NEAT                       |
| 126768 -           | 2002 DC13                | 24 febbraio 2002 | NEAT                       |
| 126769 -           | 2002 DE13                | 24 febbraio 2002 | NEAT                       |
| 126770 -           | 2002 DY14                | 16 febbraio 2002 | NEAT                       |
| 126771 -           | 2002 DU15                | 16 febbraio 2002 | NEAT                       |
| 126772 -           | 2002 DE16                | 19 febbraio 2002 | Spacewatch                 |
| 126773 -           | 2002 DG16                | 19 febbraio 2002 | LINEAR                     |
| 126774 -           | 2002 DA17                | 20 febbraio 2002 | LONEOS                     |
| 126775 -           | 2002 DU17                | 20 febbraio 2002 | LINEAR                     |
| 126776 -           | 2002 EJ3                 | 7 marzo 2002     | Asiago-DLR Asteroid Survey |
| 126777 -           | 2002 EN3                 | 7 marzo 2002     | Asiago-DLR Asteroid Survey |
| 126778 -           | 2002 EV3                 | 10 marzo 2002    | Asiago-DLR Asteroid Survey |
| 126779 -           | 2002 EC6                 | 10 marzo 2002    | R. Clingan                 |
| 126780 Ivovasiljev | 2002 EP7                 | 10 marzo 2002    | Kleť                       |
| 126781 -           | 2002 EA11                | 13 marzo 2002    | Črni Vrh                   |
| 126782 -           | 2002 ED12                | 14 marzo 2002    | W. K. Y. Yeung             |
| 126783 -           | 2002 EF13                | 4 marzo 2002     | Spacewatch                 |
| 126784 -           | 2002 EQ14                | 5 marzo 2002     | Spacewatch                 |
| 126785 -           | 2002 EH15                | 5 marzo 2002     | NEAT                       |
| 126786 -           | 2002 EN15                | 5 marzo 2002     | NEAT                       |
| 126787 -           | 2002 EA19                | 6 marzo 2002     | NEAT                       |
| 126788 -           | 2002 EH19                | 9 marzo 2002     | NEAT                       |
| 126789 -           | 2002 EV19                | 9 marzo 2002     | LINEAR                     |
| 126790 -           | 2002 EY19                | 9 marzo 2002     | LINEAR                     |
| 126791 -           | 2002 EG20                | 9 marzo 2002     | LINEAR                     |
| 126792 -           | 2002 EK21                | 10 marzo 2002    | NEAT                       |
| 126793 -           | 2002 EN21                | 10 marzo 2002    | NEAT                       |
| 126794 -           | 2002 EV22                | 10 marzo 2002    | NEAT                       |
| 126795 -           | 2002 EE24                | 5 marzo 2002     | Spacewatch                 |
| 126796 -           | 2002 EX24                | 5 marzo 2002     | Spacewatch                 |
| 126797 -           | 2002 EB26                | 10 marzo 2002    | LONEOS                     |
| 126798 -           | 2002 EV26                | 9 marzo 2002     | Spacewatch                 |
| 126799 -           | 2002 EG27                | 9 marzo 2002     | LINEAR                     |
| 126800 -           | 2002 EP27                | 9 marzo 2002     | LINEAR                     |

## 126801-126900
| Nome            | Designazione provvisoria | Data di scoperta | Scopritore |
| --------------- | ------------------------ | ---------------- | ---------- |
| 126801 -        | 2002 EC29                | 9 marzo 2002     | LINEAR     |
| 126802 -        | 2002 EE29                | 9 marzo 2002     | LINEAR     |
| 126803 -        | 2002 EV29                | 9 marzo 2002     | LINEAR     |
| 126804 -        | 2002 EA30                | 9 marzo 2002     | LINEAR     |
| 126805 -        | 2002 EN35                | 9 marzo 2002     | Spacewatch |
| 126806 -        | 2002 ED39                | 12 marzo 2002    | Spacewatch |
| 126807 -        | 2002 ES39                | 9 marzo 2002     | LINEAR     |
| 126808 -        | 2002 ED40                | 9 marzo 2002     | LINEAR     |
| 126809 -        | 2002 EW40                | 9 marzo 2002     | LINEAR     |
| 126810 -        | 2002 EC41                | 10 marzo 2002    | LINEAR     |
| 126811 -        | 2002 ET42                | 12 marzo 2002    | LINEAR     |
| 126812 -        | 2002 EQ43                | 12 marzo 2002    | LINEAR     |
| 126813 -        | 2002 EA44                | 12 marzo 2002    | LINEAR     |
| 126814 -        | 2002 EE44                | 12 marzo 2002    | LINEAR     |
| 126815 -        | 2002 EE45                | 10 marzo 2002    | NEAT       |
| 126816 -        | 2002 EU45                | 11 marzo 2002    | NEAT       |
| 126817 -        | 2002 EZ51                | 9 marzo 2002     | LINEAR     |
| 126818 -        | 2002 EE52                | 9 marzo 2002     | LINEAR     |
| 126819 -        | 2002 ET52                | 9 marzo 2002     | LINEAR     |
| 126820 -        | 2002 EF53                | 13 marzo 2002    | LINEAR     |
| 126821 -        | 2002 EC55                | 9 marzo 2002     | LINEAR     |
| 126822 -        | 2002 EQ55                | 13 marzo 2002    | LINEAR     |
| 126823 -        | 2002 EL56                | 13 marzo 2002    | LINEAR     |
| 126824 -        | 2002 ES56                | 13 marzo 2002    | LINEAR     |
| 126825 -        | 2002 EK57                | 13 marzo 2002    | LINEAR     |
| 126826 -        | 2002 EL58                | 13 marzo 2002    | LINEAR     |
| 126827 -        | 2002 EL59                | 13 marzo 2002    | LINEAR     |
| 126828 -        | 2002 ER59                | 13 marzo 2002    | LINEAR     |
| 126829 -        | 2002 EB61                | 13 marzo 2002    | LINEAR     |
| 126830 -        | 2002 ES61                | 13 marzo 2002    | LINEAR     |
| 126831 -        | 2002 EF62                | 13 marzo 2002    | LINEAR     |
| 126832 -        | 2002 EO62                | 13 marzo 2002    | LINEAR     |
| 126833 -        | 2002 EZ62                | 13 marzo 2002    | LINEAR     |
| 126834 -        | 2002 EO63                | 13 marzo 2002    | LINEAR     |
| 126835 -        | 2002 EE64                | 13 marzo 2002    | LINEAR     |
| 126836 -        | 2002 EP64                | 13 marzo 2002    | LINEAR     |
| 126837 -        | 2002 ER64                | 13 marzo 2002    | LINEAR     |
| 126838 -        | 2002 EZ64                | 13 marzo 2002    | LINEAR     |
| 126839 -        | 2002 EM65                | 13 marzo 2002    | LINEAR     |
| 126840 -        | 2002 EP65                | 13 marzo 2002    | LINEAR     |
| 126841 -        | 2002 ED66                | 13 marzo 2002    | LINEAR     |
| 126842 -        | 2002 EF66                | 13 marzo 2002    | LINEAR     |
| 126843 -        | 2002 EV66                | 13 marzo 2002    | LINEAR     |
| 126844 -        | 2002 EA67                | 13 marzo 2002    | LINEAR     |
| 126845 -        | 2002 EX67                | 13 marzo 2002    | LINEAR     |
| 126846 -        | 2002 EN69                | 13 marzo 2002    | LINEAR     |
| 126847 -        | 2002 EJ70                | 13 marzo 2002    | LINEAR     |
| 126848 -        | 2002 EL70                | 13 marzo 2002    | LINEAR     |
| 126849 -        | 2002 EF72                | 13 marzo 2002    | LINEAR     |
| 126850 -        | 2002 EE73                | 13 marzo 2002    | LINEAR     |
| 126851 -        | 2002 EF73                | 13 marzo 2002    | LINEAR     |
| 126852 -        | 2002 EV73                | 13 marzo 2002    | LINEAR     |
| 126853 -        | 2002 EJ74                | 13 marzo 2002    | LINEAR     |
| 126854 -        | 2002 ES74                | 13 marzo 2002    | LINEAR     |
| 126855 -        | 2002 EB75                | 13 marzo 2002    | LINEAR     |
| 126856 -        | 2002 EL75                | 14 marzo 2002    | LINEAR     |
| 126857 -        | 2002 EH78                | 11 marzo 2002    | Spacewatch |
| 126858 -        | 2002 EQ78                | 15 marzo 2002    | Spacewatch |
| 126859 -        | 2002 ET78                | 10 marzo 2002    | NEAT       |
| 126860 -        | 2002 EO79                | 10 marzo 2002    | NEAT       |
| 126861 -        | 2002 EC81                | 13 marzo 2002    | NEAT       |
| 126862 -        | 2002 EP83                | 9 marzo 2002     | LINEAR     |
| 126863 -        | 2002 EU83                | 9 marzo 2002     | LINEAR     |
| 126864 -        | 2002 EK84                | 9 marzo 2002     | LINEAR     |
| 126865 -        | 2002 EL84                | 9 marzo 2002     | LINEAR     |
| 126866 -        | 2002 EP85                | 9 marzo 2002     | LINEAR     |
| 126867 -        | 2002 ES85                | 9 marzo 2002     | LINEAR     |
| 126868 -        | 2002 EW85                | 9 marzo 2002     | LINEAR     |
| 126869 -        | 2002 EZ85                | 9 marzo 2002     | LINEAR     |
| 126870 -        | 2002 EV86                | 9 marzo 2002     | LINEAR     |
| 126871 -        | 2002 EM87                | 9 marzo 2002     | LINEAR     |
| 126872 -        | 2002 EG88                | 9 marzo 2002     | LINEAR     |
| 126873 -        | 2002 EH88                | 9 marzo 2002     | LINEAR     |
| 126874 -        | 2002 EY88                | 9 marzo 2002     | LINEAR     |
| 126875 -        | 2002 EG89                | 11 marzo 2002    | LINEAR     |
| 126876 -        | 2002 EE90                | 12 marzo 2002    | LINEAR     |
| 126877 -        | 2002 EZ90                | 12 marzo 2002    | LINEAR     |
| 126878 -        | 2002 ES91                | 12 marzo 2002    | LINEAR     |
| 126879 -        | 2002 EJ94                | 14 marzo 2002    | LINEAR     |
| 126880 -        | 2002 EX94                | 14 marzo 2002    | LINEAR     |
| 126881 -        | 2002 EH96                | 10 marzo 2002    | Spacewatch |
| 126882 -        | 2002 EH97                | 11 marzo 2002    | LINEAR     |
| 126883 -        | 2002 EM98                | 13 marzo 2002    | LINEAR     |
| 126884 -        | 2002 ET98                | 13 marzo 2002    | LINEAR     |
| 126885 -        | 2002 EZ98                | 15 marzo 2002    | LINEAR     |
| 126886 -        | 2002 EF99                | 15 marzo 2002    | LINEAR     |
| 126887 -        | 2002 EM99                | 2 marzo 2002     | LONEOS     |
| 126888 Tspitzer | 2002 EO100               | 5 marzo 2002     | CSS        |
| 126889 -        | 2002 EW101               | 6 marzo 2002     | LINEAR     |
| 126890 -        | 2002 EZ101               | 6 marzo 2002     | LINEAR     |
| 126891 -        | 2002 EK103               | 9 marzo 2002     | LONEOS     |
| 126892 -        | 2002 EL103               | 9 marzo 2002     | LONEOS     |
| 126893 -        | 2002 EL104               | 9 marzo 2002     | LONEOS     |
| 126894 -        | 2002 EW104               | 9 marzo 2002     | LINEAR     |
| 126895 -        | 2002 EF105               | 9 marzo 2002     | LONEOS     |
| 126896 -        | 2002 EB106               | 9 marzo 2002     | LONEOS     |
| 126897 -        | 2002 EB107               | 9 marzo 2002     | LONEOS     |
| 126898 -        | 2002 EK107               | 9 marzo 2002     | LONEOS     |
| 126899 -        | 2002 ES107               | 10 marzo 2002    | Spacewatch |
| 126900 -        | 2002 EL108               | 9 marzo 2002     | NEAT       |

## 126901-127000
| Nome                | Designazione provvisoria | Data di scoperta | Scopritore     |
| ------------------- | ------------------------ | ---------------- | -------------- |
| 126901 Craigstevens | 2002 EE110               | 9 marzo 2002     | CSS            |
| 126902 -            | 2002 EJ110               | 9 marzo 2002     | CSS            |
| 126903 -            | 2002 EX110               | 9 marzo 2002     | LONEOS         |
| 126904 -            | 2002 EN111               | 9 marzo 2002     | LONEOS         |
| 126905 Junetveekrem | 2002 EF112               | 9 marzo 2002     | CSS            |
| 126906 Andykulessa  | 2002 EX114               | 10 marzo 2002    | R. A. Tucker   |
| 126907 -            | 2002 EQ115               | 10 marzo 2002    | NEAT           |
| 126908 -            | 2002 EV115               | 10 marzo 2002    | NEAT           |
| 126909 -            | 2002 EK119               | 10 marzo 2002    | Spacewatch     |
| 126910 -            | 2002 EX121               | 12 marzo 2002    | NEAT           |
| 126911 -            | 2002 EM122               | 12 marzo 2002    | NEAT           |
| 126912 -            | 2002 EQ122               | 12 marzo 2002    | LONEOS         |
| 126913 -            | 2002 EN123               | 12 marzo 2002    | NEAT           |
| 126914 -            | 2002 EQ125               | 10 marzo 2002    | NEAT           |
| 126915 -            | 2002 EV125               | 11 marzo 2002    | LINEAR         |
| 126916 -            | 2002 EF127               | 12 marzo 2002    | NEAT           |
| 126917 -            | 2002 EE128               | 12 marzo 2002    | NEAT           |
| 126918 -            | 2002 EG129               | 13 marzo 2002    | LINEAR         |
| 126919 -            | 2002 ES131               | 13 marzo 2002    | Spacewatch     |
| 126920 -            | 2002 EV131               | 13 marzo 2002    | Spacewatch     |
| 126921 -            | 2002 ED133               | 13 marzo 2002    | LINEAR         |
| 126922 -            | 2002 EG133               | 13 marzo 2002    | LINEAR         |
| 126923 -            | 2002 EC135               | 13 marzo 2002    | NEAT           |
| 126924 -            | 2002 EJ135               | 13 marzo 2002    | NEAT           |
| 126925 -            | 2002 EV136               | 12 marzo 2002    | NEAT           |
| 126926 -            | 2002 EZ136               | 12 marzo 2002    | NEAT           |
| 126927 -            | 2002 EE137               | 12 marzo 2002    | NEAT           |
| 126928 -            | 2002 EQ137               | 12 marzo 2002    | LONEOS         |
| 126929 -            | 2002 ER138               | 12 marzo 2002    | NEAT           |
| 126930 -            | 2002 EA143               | 12 marzo 2002    | NEAT           |
| 126931 -            | 2002 EU143               | 13 marzo 2002    | LINEAR         |
| 126932 -            | 2002 EX144               | 13 marzo 2002    | LINEAR         |
| 126933 -            | 2002 EK145               | 13 marzo 2002    | LINEAR         |
| 126934 -            | 2002 EF146               | 14 marzo 2002    | LINEAR         |
| 126935 -            | 2002 EN146               | 14 marzo 2002    | LONEOS         |
| 126936 -            | 2002 EG149               | 15 marzo 2002    | LINEAR         |
| 126937 -            | 2002 EZ152               | 15 marzo 2002    | NEAT           |
| 126938 -            | 2002 EC153               | 15 marzo 2002    | NEAT           |
| 126939 -            | 2002 EM153               | 15 marzo 2002    | Spacewatch     |
| 126940 -            | 2002 FJ                  | 16 marzo 2002    | W. K. Y. Yeung |
| 126941 -            | 2002 FL                  | 16 marzo 2002    | W. K. Y. Yeung |
| 126942 -            | 2002 FP                  | 18 marzo 2002    | W. K. Y. Yeung |
| 126943 -            | 2002 FX                  | 18 marzo 2002    | W. K. Y. Yeung |
| 126944 -            | 2002 FN1                 | 19 marzo 2002    | Fountain Hills |
| 126945 -            | 2002 FE2                 | 19 marzo 2002    | W. K. Y. Yeung |
| 126946 -            | 2002 FF2                 | 19 marzo 2002    | W. K. Y. Yeung |
| 126947 -            | 2002 FP3                 | 18 marzo 2002    | W. K. Y. Yeung |
| 126948 -            | 2002 FX3                 | 20 marzo 2002    | W. K. Y. Yeung |
| 126949 -            | 2002 FL5                 | 16 marzo 2002    | G. Hug         |
| 126950 -            | 2002 FR6                 | 23 marzo 2002    | Tenagra II     |
| 126951 -            | 2002 FQ8                 | 16 marzo 2002    | LINEAR         |
| 126952 -            | 2002 FR8                 | 16 marzo 2002    | LINEAR         |
| 126953 -            | 2002 FM9                 | 16 marzo 2002    | LINEAR         |
| 126954 -            | 2002 FN10                | 17 marzo 2002    | LINEAR         |
| 126955 -            | 2002 FQ10                | 17 marzo 2002    | LINEAR         |
| 126956 -            | 2002 FU11                | 17 marzo 2002    | Spacewatch     |
| 126957 -            | 2002 FQ13                | 16 marzo 2002    | LONEOS         |
| 126958 -            | 2002 FV13                | 16 marzo 2002    | NEAT           |
| 126959 -            | 2002 FX14                | 16 marzo 2002    | NEAT           |
| 126960 -            | 2002 FZ14                | 16 marzo 2002    | LONEOS         |
| 126961 -            | 2002 FL15                | 16 marzo 2002    | NEAT           |
| 126962 -            | 2002 FF16                | 16 marzo 2002    | NEAT           |
| 126963 -            | 2002 FG16                | 16 marzo 2002    | NEAT           |
| 126964 -            | 2002 FV16                | 17 marzo 2002    | LINEAR         |
| 126965 Neri         | 2002 FJ18                | 18 marzo 2002    | M. W. Buie     |
| 126966 -            | 2002 FB20                | 18 marzo 2002    | LINEAR         |
| 126967 -            | 2002 FR20                | 18 marzo 2002    | NEAT           |
| 126968 -            | 2002 FV20                | 19 marzo 2002    | NEAT           |
| 126969 -            | 2002 FX20                | 19 marzo 2002    | NEAT           |
| 126970 -            | 2002 FZ21                | 19 marzo 2002    | LINEAR         |
| 126971 -            | 2002 FH22                | 19 marzo 2002    | LINEAR         |
| 126972 -            | 2002 FO22                | 19 marzo 2002    | NEAT           |
| 126973 -            | 2002 FR22                | 19 marzo 2002    | LINEAR         |
| 126974 -            | 2002 FV22                | 19 marzo 2002    | NEAT           |
| 126975 -            | 2002 FB23                | 17 marzo 2002    | Spacewatch     |
| 126976 -            | 2002 FA24                | 18 marzo 2002    | Spacewatch     |
| 126977 -            | 2002 FJ25                | 19 marzo 2002    | NEAT           |
| 126978 -            | 2002 FL25                | 19 marzo 2002    | NEAT           |
| 126979 -            | 2002 FJ26                | 19 marzo 2002    | NEAT           |
| 126980 -            | 2002 FK26                | 20 marzo 2002    | NEAT           |
| 126981 -            | 2002 FW26                | 20 marzo 2002    | LINEAR         |
| 126982 -            | 2002 FL27                | 20 marzo 2002    | LINEAR         |
| 126983 -            | 2002 FO27                | 20 marzo 2002    | LINEAR         |
| 126984 -            | 2002 FT28                | 20 marzo 2002    | LINEAR         |
| 126985 -            | 2002 FU28                | 20 marzo 2002    | LINEAR         |
| 126986 -            | 2002 FZ28                | 20 marzo 2002    | LINEAR         |
| 126987 -            | 2002 FS30                | 20 marzo 2002    | LINEAR         |
| 126988 -            | 2002 FX30                | 20 marzo 2002    | LINEAR         |
| 126989 -            | 2002 FA32                | 20 marzo 2002    | LONEOS         |
| 126990 -            | 2002 FB32                | 20 marzo 2002    | LONEOS         |
| 126991 -            | 2002 FG32                | 20 marzo 2002    | LONEOS         |
| 126992 -            | 2002 FQ33                | 20 marzo 2002    | LINEAR         |
| 126993 -            | 2002 FB34                | 20 marzo 2002    | LINEAR         |
| 126994 -            | 2002 FC34                | 20 marzo 2002    | LINEAR         |
| 126995 -            | 2002 FZ34                | 20 marzo 2002    | Spacewatch     |
| 126996 -            | 2002 FF35                | 21 marzo 2002    | LONEOS         |
| 126997 -            | 2002 FL35                | 21 marzo 2002    | LONEOS         |
| 126998 -            | 2002 FO35                | 21 marzo 2002    | LONEOS         |
| 126999 -            | 2002 FJ36                | 22 marzo 2002    | NEAT           |
| 127000 -            | 2002 FN36                | 22 marzo 2002    | NEAT           |